# 坂本多穗
坂本 多穗（さかもと かずほ、1978年2月 - ）は、日本の薬学者（薬理学）。学位は博士（薬学）（名古屋市立大学・課程博士・2006年）。静岡県立大学薬学部准教授・大学院薬学研究院准教授。名の「穗」は「穂」の旧字体のため、新字体で坂本 多穂（さかもと かずほ）と表記される場合もある。
福島県立医科大学医学部講師、静岡県立大学薬学部講師などを歴任。

## 来歴

### 生い立ち
1978年（昭和53年）2月生まれ。名古屋市立大学薬学部製薬学科に進学。2001年（平成13年）3月、名古屋市立大学を卒業。そのまま名古屋市立大学大学院薬学研究科に進学、大学院在籍中に、博士論文「樹脂由来成分を基礎とした新規K[+]チャネル開口薬の創出」を執筆、2006年（平成18年）3月、名古屋市立大学大学院博士課程修了に伴い、博士（薬学）の学位を取得。

### 薬学者として
2006年（平成18年）4月、福島県立医科大学医学部助手に就任。なお、同年には福島県立医科大学の設置者が変更、福島県から同名の公立大学法人に移管された。その後、学校教育法改正され、それに伴って翌年4月に助手は助教と改められた。2010年（平成22年）2月、福島県立医科大学医学部講師に昇任。その間、2011年（平成23年）3月11日東北地方太平洋沖地震により東日本大震災・福島第一原子力発電所事故という大事故が発生したが、引き続き福島県立医科大学に勤務。2010年（平成22年）9月から2012年（平成24年）12月までカリフォルニア大学サンフランシスコ校で客員助教授を兼任。
2017年（平成29年）9月、静岡県立大学薬学部講師に就任。静岡県立大学大学院薬学研究院講師を兼務。翌年10月、静岡県立大学薬学部准教授に昇任、主として薬学科の講義を担当、黒川洵子らとともに生体情報分子解析学分野を受け持った。また、大学院薬学研究院准教授を兼務。静岡県立大学大学院には研究院・学府制が導入されており、大学院においては主として薬食生命科学総合学府の講義を担当、生体情報分子解析学教室を受け持った。なお、このゼミは、三輪匡男、菅谷純子らが主宰したゼミの流れを汲む。

## 研究
専門は薬学。特に薬理学などの分野の研究に取り組んだ。具体的には、ヒトの心筋の人工多能性幹細胞について、電気生理学的な現象を解析するとともに、創薬への応用を試みた。また、運動器や循環器の疾患に対し、性差が及ぼす影響について研究した。学術団体としては、日本薬学会・日本薬理学会・日本生理学会に所属。

## 人物
本名は「坂本多穗」であり、名の「多穗」は「かずほ」と読み、「穗」は「穂」の旧字体である。

## 略歴
- 1978年 - 誕生[1]。
- 2001年 - 名古屋市立大学薬学部卒業[2]。
- 2006年 - 名古屋市立大学大学院薬学研究科博士課程修了[2]。
- 2006年 - 福島県立医科大学医学部助手[6]。
- 2007年 - 福島県立医科大学医学部助教[6]。
- 2010年 - 福島県立医科大学医学部講師[6]。
- 2010年 - カリフォルニア大学サンフランシスコ校客員助教授[6]。
- 2017年 - 静岡県立大学薬学部講師[6]。
- 2017年 - 静岡県立大学大学院薬学研究院講師。
- 2018年 - 静岡県立大学薬学部准教授[6]。
- 2018年 - 静岡県立大学大学院薬学研究院准教授。

## 賞歴
- 2006年 - 日本薬学会東北支部会若手研究者発表賞[11]。
- 2007年 - トランスポーター研究会年会ベストポスター賞[11]。
- 2008年 - 日本毒性学会学術年会優秀研究発表賞[11]。
- 2010年 - 日本薬理学会年会優秀発表賞[11]。
- 2013年 - 福島医学会学術奨励賞[11]。

## 関連人物
- 黒川洵子
- 菅谷純子
- 三輪匡男